# Leptosciarella dolichocorpa
Leptosciarella dolichocorpa är en tvåvingeart som beskrevs av Hans-Georg Rudzinski 2005. Leptosciarella dolichocorpa ingår i släktet Leptosciarella och familjen sorgmyggor.
Artens utbredningsområde är Taiwan. Inga underarter finns listade i Catalogue of Life.